# Campoletis annulata
Campoletis annulata är en stekelart som först beskrevs av Johann Ludwig Christian Gravenhorst 1829.  Campoletis annulata ingår i släktet Campoletis och familjen brokparasitsteklar. Arten är reproducerande i Sverige. Inga underarter finns listade.